# Мун, Генри Ли
Генри Ли Мун (англ. Henry Lee Moon; 20 июля 1901, Пендлтон, Южная Каролина — 7 июня 1985, Нью-Йорк) — американский журналист, редактор, общественный деятель. Наряду с известными фигурами Гарлемского ренессанса в 1932 году принимал участие в советском кинопроекте «Чёрные и белые».

## Биография
Генри Ли Мун родился в 1901 году в штате Южная Каролина и воспитывался в городе Кливленд, штат Огайо. Его родители были известными активистами в Национальной ассоциации содействия прогрессу цветного населения (НААСП). Большая часть его жизни была связана с этой организацией, поэтому он знал многих известных представителей с детства. В 1922 году Мун получил степень бакалавра по журналистике в «исторически чёрном» Говардском университете, и в 1924 году получил степень магистра по журналистике в Университете Штата Огайо.
Мун мечтал стать первым чернокожим журналистом в крупной газете, но в 1926 он трудоустроился директором по связям с прессой в Таскиджийский институт в штате Алабама. В 1930-х годах он начал работать в газете «Амстердамские новости» и переехал в Нью-Йорк. Там он познакомился с журналистом Тедом Постоном, и они стали самыми близкими друзьями на всю жизнь.

### Участие в советском кинопроекте «Чёрные и белые»
В 1932 Луиза Томпсон Паттерсон, известная фигура Гарлемского ренессанса и жена известного коммуниста Уильяма Паттерсона, организовала поездку в Советский Союз по приглашению киностудии «Межрабпом», чтобы снять фильм о братстве афроамериканских и советских коммунистов. Поскольку она не могла найти 22 желающих актёров, то предложила поехать «любому негру, который в состоянии заплатить за билет». Журналисты Мун и друг Тед Постон, работавшие в газете «Амстердамские новости», собрали деньги, которые им возместили по приезде в Москву. Постон считал поездку шикарным бесплатным отпуском и экскурсией, и они участвовали в ней из любопытства.
26 июня 1932 года группа из 22 афроамериканцев, по большей части гарлемских интеллигентов, среди которых был известный поэт Лэнгстон Хьюз, прибыла в Советский Союз. В Москве они интересовались отношением русских к Пушкину и его африканским происхождением и любовались его памятником в центре Москвы. Постон и Мун познакомились с Анной Лунзой Стронг, основательницей американской газеты «Московские ежедневные новости» (Moscow Daily News), и редактировали один выпуск.
Съемка фильма не была успешной с самого начала. Перевод сценария задержал постановку. Наконец получив сценарий, Хьюз сразу забеспокоился. Текст представлял собой некий «коктейль из благих намерений и фальши». Его автор Г. Э. Гребнер, известный советский сценарист, весьма приблизительно представлял себе жизнь в Америке и сочинил, «как ему показалось, весьма драматичную, а на самом деле до смешного неправдоподобную историю о трудовых и расовых отношениях в США. В ней переплелось столько больших и малых, невероятных и фантастических событий и деталей, что на экране это выглядело бы пародией». Кроме того, из приехавших почти никто не умел ни играть, ни петь, и это было препятствием планам режиссёра включить негритянские духовные гимны в фильм.
Группу принимали с почётом, их поселили в «Гранд-отель», «Межрабпом» возместил им все расходы на дорогу и выплатил хорошую зарплату. Днём они осматривали достопримечательности Москвы, а по вечерам ели в лучших ресторанах и танцевали в «Метрополе». После того как объявили, что съёмки начнутся только через две недели, группу отправили в Одессу, но Мун и Постон остались в Москве.
Через несколько дней Мун узнал, что фильм отменяется из-за «технических проблем», и сообщил в газету «Геральд Трибюн» (Herald Tribune) о провале фильма. Мун в эту причину не верил и сообщил в свою газету «Амстердамские новости» о своих сомнениях, что отменили фильм из-за «технических проблем». Он поехал в Одессу и передал плохие новости другим. Мун заявил всем, что их обманули. Один из «Межрабпом» заявил ему: «Это очень смелая речь, Мистер Мун». По словам Постона, Мун резко ответил: «А разве, чтобы говорить правду в России, требуются смелость?».
Согласно Дороти Уэст, Мун с другом однажды услышали, как американский полковник-инженер Хью Купер, приглашённый в СССР строить Днепрогэс, сказал своему собеседнику, что, если русские не откажутся от съёмок клеветнического фильма о расизме в Америке, он остановит строительство. Кроме того, Купер прямо советовал участнику кинопроекта Алану Маккензи воздержаться от участия в фильме. Мун и Постон были возмущены и полны решимости узнать правду, даже попытались встретиться с самим Сталиным и написали ему письмо, которое подписали шесть американцев.
В группе возник раскол: большинство, включая Хьюза и Паттерсона, поверили в техническую причину отмены съёмок. «Межрабпом» продолжали платить деньги и выдавать продуктовые карточки всем, и они решили остаться в Москве. Четыре участника, так же как Мун и Постон, отказались поверить в эту причину. Кроме того, их возмущали гиды, которые шпионили за ними.
Газеты в Америке обвинили советскую власть в «вероломном предательстве негритянских рабочих Америки» и «саботаже против революции».
Мун и Постон скорее были правы. В то время правительства обеих стран вели переговоры о дипломатическом признании Советского Союза Соединёнными Штатами Америки. Американцы выдвинули несколько условий, одним из которых было прекращение коммунистической пропаганды в США, большая часть которой адресовали афроамериканцам. Незавершённый фильм «Черные и белые» являлся одним из таких пропагандистских усилий.

### Статья «Негр смотрит на Советскую Россию»
Несколько лет спустя гнев Муна остыл, и 1934 он написал статью об отношении к чернокожим «Негр смотрит на Советскую Россию» (англ. A Negro Looks at Soviet Russia) в журнале The Nation. Умолчав о фильме и своей поездке, Мун описал благожелательное, но неверное восприятие афроамериканцев в Советской России. Признавая влияние коммунистической пропаганды, Мун изобразил искреннее теплое отношение к афроамериканцам:
Повсюду рассказывали о бедственном положении негров в Соединённых Штатах, и миллионы советских граждан, которые никогда чернокожего-то не видели, болели за них душой. <…> Коммунистическая пропаганда прилагает большие усилия, чтобы представить народу борьбу негров как борьбу пролетариата, оказавшегося в сетях американского капитализма. Таким образом, она создает часто искажённую, а иногда и фальшивую картину борьбы чёрной расы. <…> В результате средний русский склонен верить, что в Нью-Йорке негров линчуют один раз в неделю, а в Чикаго — три, что негры по всей Америке абсолютно лишены гражданских прав, что ни в один университет их не принимают и что любые межрасовые контакты строго запрещены (лишь рабочие с классовым сознанием отваживаются это табу нарушить).
Мун признаёт то, что «большая часть негритянского рабочего класса в Америке живёт значительно лучше в материальном отношении, чем в целом советские рабочие», и «они лучше обеспечены жильём, лучше одеваются, лучше питаются и у них больше возможностей для нормальной жизни, чем у русских рабочих». Однако доказывает то, что «есть вещи, за которые можно легко отказаться от относительного комфорта, и среди них главная для рабочего-негра — свобода от преследований».

### После поездки
Мун был согласен с «Новым кусом» Рузвельта и начал работать в правительстве. В 1950-х годах началось общественное движение против коммунизма, которое получило название «маккартизм». Чиновников увольняли и вносили в чёрный список, и маккартизм являлся угрозой для всего Американского общества, так что стоило отделиться от коммунистических образов мыслей и действий, особенно для чернокожих. Кроме статьи «Негр смотрит на Советский Союз» 1934 года Мун не отзывался о коммунизме положительно. В переломных годах 1948—1964 Генри Ли Мун являлся главным представителем NAACP. За это время президент Трумэн десегрегировал военные силы, и было принято историческое и трансформирующее решение по делу «Браун против Совета по образованию Топика, Канзаса» Верховного суда. Среди самых сложных задач Муна в должности главного лица НААСП было утешение семей Эммета Тилла и лидера NAACP Медгара Эверса.

### Карьера
1926—1931 — директор по связям с прессой в Таскигжийском институте (город Таскиги, штат Алабама).
1931—1933 — журналист газеты «Амстердамские новости» (англ. Amsterdam Post).
1938—1944 — Работал в штате Федерального управления жилищного строительства в качестве советника по межрасовым отношениям, «Чёрный Кабинет» Рузвельта.
1944—1948 — директор Комитета политических действий Конгресса промышленных организаций.
1948—1964 — директор по связям с общественностью Национальной ассоциации содействия прогрессу цветного населения (NAACP).
1965—1974 — редактор журнала «Кризис». Библиотека NAACP архивы называется «Библиотека Генри Ли Мун» в Балтиморе[прояснить].

## Публикации
- Мун и Постон, статья «Американские предрассудки побеждают коммунизм». Газета «Амстердамские новости», 5 октября 1932 (англ. American Prejudice Triumphs over Communism, The Amsterdam News)
- Статья «Негр смотрит на Советскую Россию». Журнал «Нейшн», 28 февраля 1934 (англ. A Negro Looks at Soviet Russia, The Nation, vol. 38 No. 3528)
- Книга «Баланс власти: голосование негров» (1948)[3]
- Книга «Возникновение мысли W.E.B. Дюбуа», редактура (1972).

## Личная жизнь
Генри Ли Мун познакомился в Нью-Йорке с Молли Льюис (англ. Mollie Lewis), которая тоже участвовала в кинопроекте «Чёрные и белые» и ездила в Советский Союз. После поездки они поженились, у них родилась дочь Молли Мун Элиот (англ. Mollie Moon Elliot).

## Смерть
Генри Ли Мун умер в Нью-Йорке 7 июня 1985 года после продолжительной болезни.